# Nõmmemetsa
Nõmmemetsa – wieś w Estonii, prowincji Rapla, w gminie Raikküla.